# Адамандиос Николау
Адамандиос (Диамандис) Николау – Олимпиос (на гръцки: Αδαμάντιος Νικολάου, Καπετάν Διαμαντής Ολύμπιος) е гръцки революционер от Македония, участник в Гръцката война за независимост.

## Биография
Адамандиос Николау е роден в 1790 година в берското село Радяни, Османската империя, днес Рякия, Гърция. Роден в семейство на клефти - баща му е Николаос Катериниотис (Барутас). Сам Диамандис също става клефт. От 1827 година действа в района на Фламбуро (Пиерия) и Олимп. През декември 1830 година 8000 османци провеждат мащабна военна операция за ликвидиране на четите на Адамандиос, Михаил Пецавас и другите олимпийски капитани, както и на капитан Анастасис, който е на полуостров Касандра. Много селища в района на Олимп са практически унищожени.
В 1831 година се предава на османците и валията на Солун Хаджи Ахмед паша взима 40 000 пиастри от него и капитаните му за тяхното и на семействата им безопасно придвижване до Гърция, въпреки че султанът не е поставял такива условия.
След неуспехите в Пиерия, местното население е репресирано от турците, които по този начин отмъщават за гръцките набези. Семейството на Адамандиос Николау се мести в Ахлади, Фтиотида.
Капитан Диамандис продължава да действа в района на Фтиотида и Беотия. Умира в 1856 година. Името „Капитан Диамандис“ носи улица в град Катерини.